# 西尔维娅·克罗西奥
西尔维娅·克罗西奥（義大利語：Silvia Crosio，1999年4月27日—），意大利女子赛艇运动员。她曾代表意大利参加奥地利奥滕斯海姆举行的2019年世界赛艇锦标赛，获得女子轻量级四人双桨金牌。